# Košťálov (hrad, okres Semily)
Košťál, resp. Košťálov byl hrad, jehož drobné zbytky se nacházejí na kopci nad obcí Košťálov. Je chráněn jako kulturní památka České republiky. Hrad na čtverhranném půdorysu byl uzavřen hradbami, rozdělen na dvůr a věžovité stavení, z jehož sutin zůstal kopec.

## Historie
První písemná zmínka o hradu pochází z roku 1361, kdy byl jeho majitelem Hynek, příslušník lomnické větve Valdštejnů. V letech 1364–1369 je jako vlastník uveden Jarek z Valdštejna a následně Zdeněk z Valdštejna a Košťálova (umírá někdy před rokem 1388). Hrad následně získal český král. Roku 1407 jej pak vlastnil Petr Kštice ze Sloupna a po něm Zdeněk ze Sloupna, zmiňovaný v letech 1433–1454. Následně byl opuštěn a připojen k panství Semily. Roku 1514 je uváděn jako pustý, příslušný ke Hrubé Skále a později ke Kumburku.